# Henry Stephens Salt
Henry Stephens Salt (20 de setembre de 1851 -19 d'abril de 1939) va ser un influent escriptor anglès socialista demòcrata i activista per la reforma en camps com les presons, les escoles, les institucions econòmiques i el tracte amb els animals - és considerat un vegetarià ètic, opositor a la vivisecció i pacifista. Va ser també molt conegut com a crític literari, biògraf, expert clàssic, naturalista, i l'home que va donar a conèixer Mahatma Gandhi els influents treballs de Henry David Thoreau.

## Joventut
Fill d'un coronel de l'armada, Salt va néixer a l'Índia el 1851 però va viatjar a Anglaterra sent fins i tot un infant el 1852. Va estudiar en l'Eton College i posteriorment es va graduar a la Universitat de Cambridge el 1875.

## Mestre d'escola
Després de Cambridge, va tornar a Eton com a ajudant de mestre d'escola per ensenyar els clàssics. Quatre anys més tard, el 1879, es va casar amb Catherine (Kate) Joynes, la filla d'un company mestre a Eton. Va romandre a Eton fins a 1884, quan - inspirat en els ideals clàssics, però disgustat pels hàbits alimentaris dels seus companys mestres relatius a menjar carn i la dependència dels servents - es va mudar amb Kate inicialment en una petita cabana a Tilford, Surrey, on va conrear les seves pròpies hortalisses i va viure de manera molt senzilla, sostingut per una petita pensió que havia anat acumulant. Quedo absort en si mateix en l'escriptura i va començar a treballar en la pionera Humanitarian League.

## Humanitarian League
El 1891, Salt va formar l'Humanitarian League. Els seus objectius incloïen la prohibició de la cacera com a esport (en aquest aspecte pot ser considerada una precursora de la League Against Cruel Sports). El 1914 l'Humanitarian League publico un gran volum d'assaigs a Killing for Sport, el prefaci va ser escrit per George Bernard Shaw. El llibre formava un resum de les acusacions de l'Humanitarian League sobre els "esports sagnants".
El seu cercle d'amics va incloure moltes figures notables de finals del segle xix i principis del 20 de la vida literària i política, incloent els escriptors Algernon Swinburne, John Galsworthy, Thomas Hardy, Rudyard Kipling, Havelock Ellis, Count Leo Tolstoy, Peter Kropotkin, George Bernard Shaw i Robert Cunninghame-Graham, el dirigent sindical James Keir Hardie i els cofundadors de la Fabian Society, Hubert Bland i Annie Besant.

## Publicacions
Durant la seva vida Salt va escriure gairebé 40 llibres. El seu primer llibre, A Plea for Vegetarianism, va ser publicat per la Vegetarian Society el 1886. Va produir una biografia aclamada del filòsof Henry David Thoreau el 1890. Aquests dos interessos el van conduir després a contreure amistat amb Mahatma Gandhi.
Salt va escriure una quarantena de llibres, a més de nombrosos pamflets i articles, entre ells:
- A Shelley Primer (1887)
- Life of Henry David Thoreau (1890; London: Walter Scott, 1896). Reimprès per Kessinger Publishing. ISBN 1-4179-7028-6
- Animals' Rights: Considered in Relation to Social Progress (1892). Reimprès, amb un prefaci de Peter Singer (Clarks Summit, PA: Society for Animal Rights, 1980). ISBN 0-9602632-0-9
- Quotes & Excerpts from Henry Salt's Animals' Rights (1892)
- Richard Jefferies: A Study (1894)
- Selections from Thoreau (1895)
- Percy Bysshe Shelley: Poet and Pioneer (1896)
- Richard Jefferies: His Life and His Ideas (1905)
- The Faith of Richard Jefferies (1906)
- Cambrian and Cumbrian Hills: Pilgrimages to Snowdon and Scafell (1908)
- The Humanities of Diet (1914) (dos extractes)
- Seventy Years among Savages (1921)
- Call of the Wildflower (1922)
- The Story of My Cousins (1923)
- Our Vanishing Wildflowers (1928)
- Memories of Bygone Eton (1928)
- Company I Have Kept (1930)
- Cum Grano (1931)
- The Creed of Kinship (1935)